# Вилхелм Грим
Вилхелм Грим (на немски: Wilhelm Karl Grimm) е германски филолог и литератор, автор на приказки и поговорки. Неговият живот и творби тясно са свързани с по-големия му брат Якоб Грим. Двамата са известни по цял свят като Братя Грим.

## Биография
Роден е в Ханау, Германия. През 1803 г. започва да следва право в Университета на Марбург, година след като брат му Якоб прави същото. През 1825 г. Вилхелм се жени за Хенриет Доротея Уайлд, позната също като Дортхен.
От 1837-1841 братята се присъединяват към петима свои колеги от Гьотигенския университет, за да създадат Гьотигенската седморка (The Göttingen Seven). Те протестират срещу Ернст Хановер, крал на Кралство Хановер. Всичките седмина бунтовници са уволнени от краля.
Вилхелм Грим умира в Берлин на 73-годишна възраст.

## В популярната култура
Във филма на Тери Гилиъм Братя Грим награда на филмовата академия печели Мат Деймън.